# اتو مولر
اتو مولر (آلمانی: Otto Mueller; ۱۶ اکتبر ۱۸۷۴ – ۲۴ سپتامبر ۱۹۳۰) نقاش و چاپگر اهل آلمان و از اعضای جنبش اکسپرسیونیستی پل بود.
مولر در لیبائو (در حال حاضر لوباکا، شهرستان کامینا گورا)، کامینا گورا، سیلسیا متولد شد. بین سالهای ۱۸۹۰ و ۱۸۹۲ آموزش لیتوگرافی را در گرلیتز و وروتسواو گذراند. از سال ۱۸۹۴ تا ۱۸۹۶ در آکادمی هنرهای زیبا در درسدن تحصیل کرد و تحصیلات خود را تا سال ۱۸۹۸ در آکادمی هنرهای زیبا، مونیخ ادامه داد. پس از اینکه فرانتس فون اشتوک او را در رده افراد فاقد توانایی و مهارت طبیعی طبقه‌بندی نمود، آکادمی مونیخ را ترک کرد.

## آثار

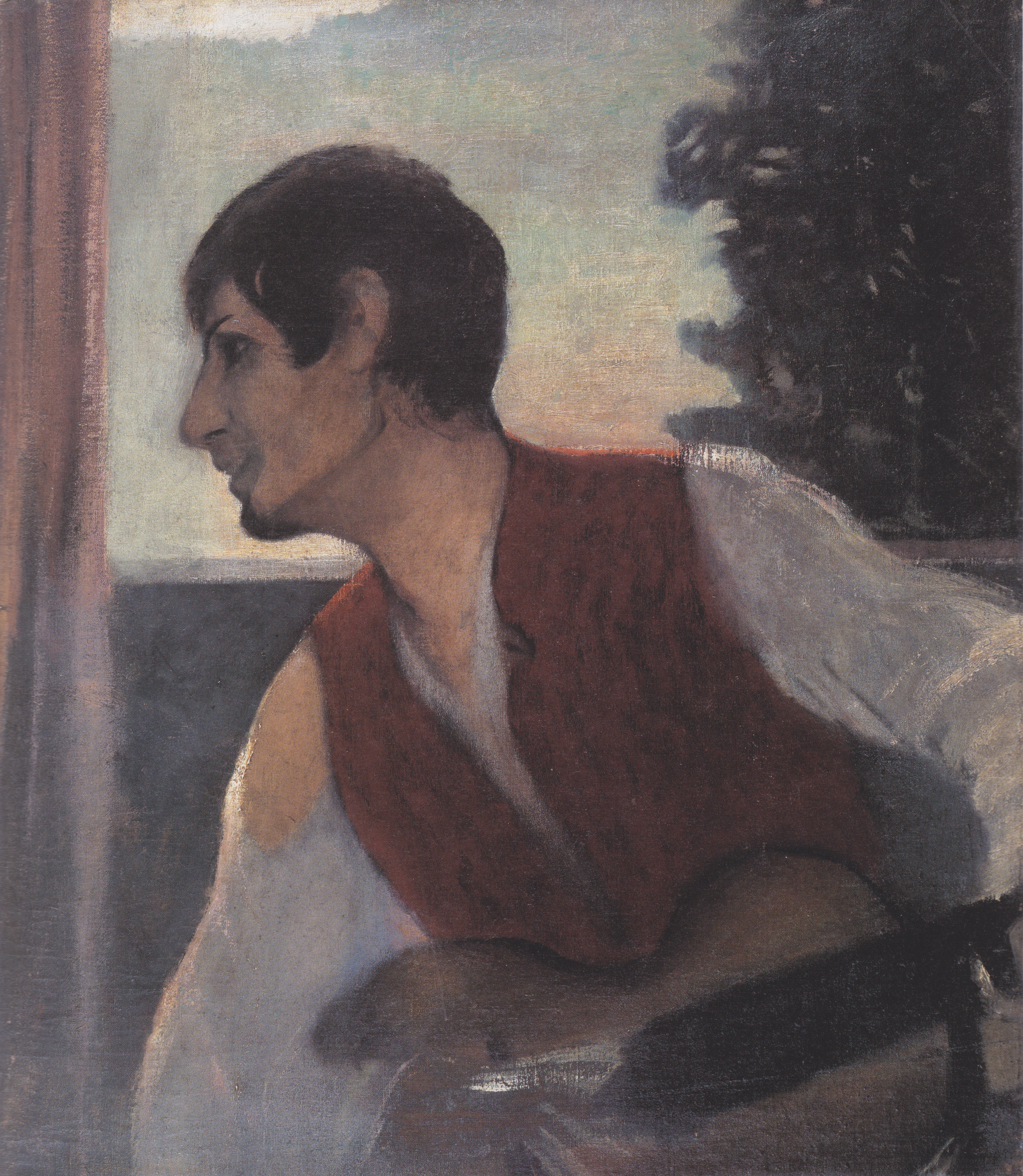
خودنگاره با گیتار, ۱۹۰۳–۰۴, رنگ روغن بر روی بوم، ۷۶ × ۶۵ سانتی متر، مجموعه خصوصی
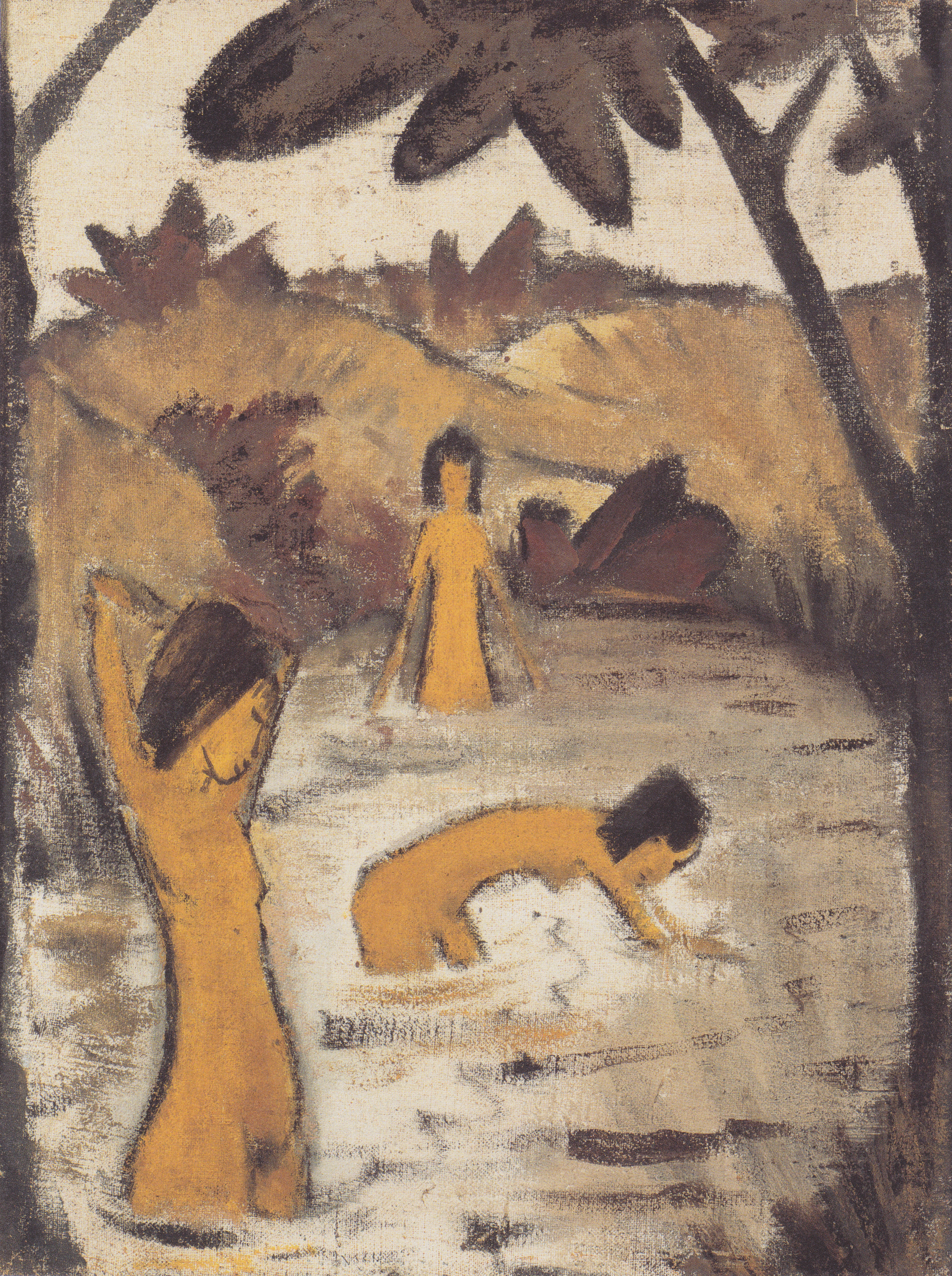
سه زن در حال شستشو در تالاب, حوالی ۱۹۱۲، تکنیک چسب رنگ، ۱۱۹ × ۹۰ سانتی متر، موزه am Ostwall، دورتموند
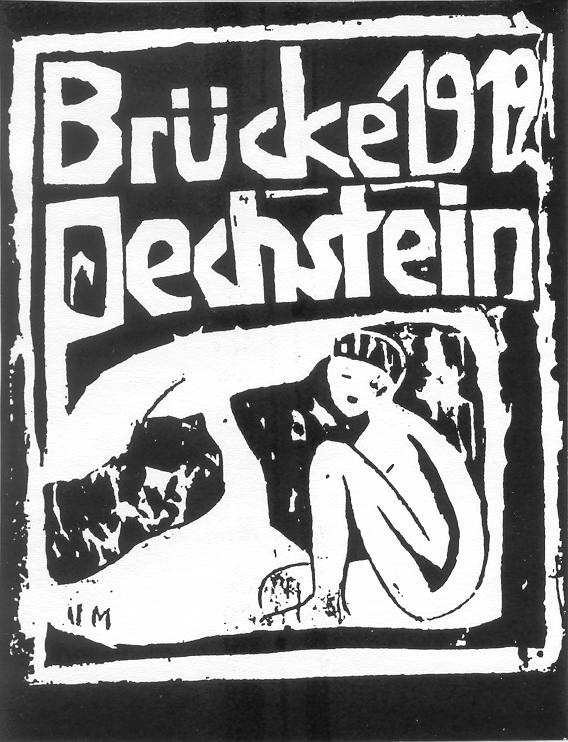
بروکه, ۱۹۱۲, چاپ چوب روی کاغذ، روی جلد
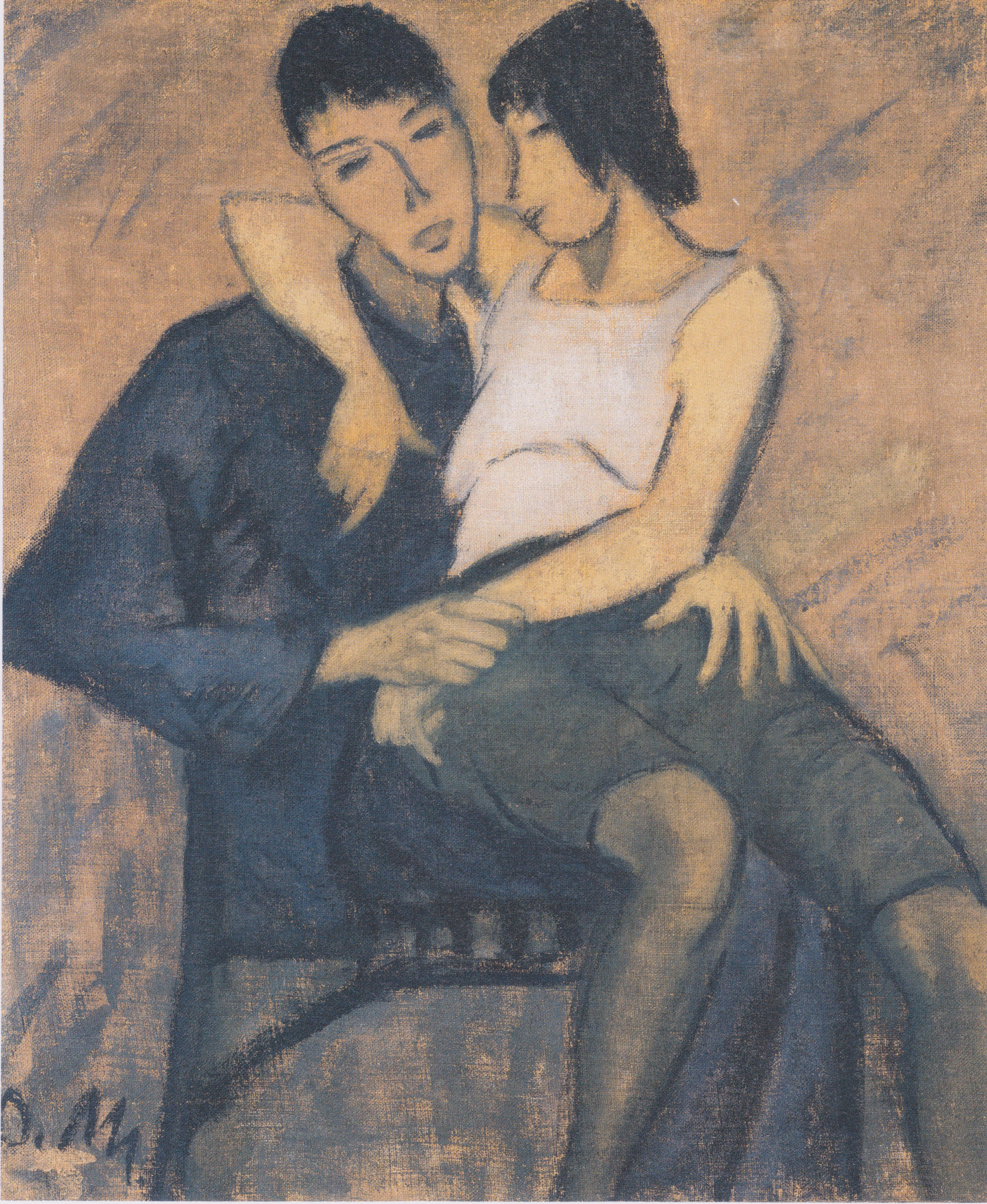
دو عاشق (لیبسپار)، حوالی ۱۹۱۴، ، تکنیک چسب رنگ، ۱۰۱٫۵ × ۸۳٫۵ سانتی متر، مجموعه خصوصی
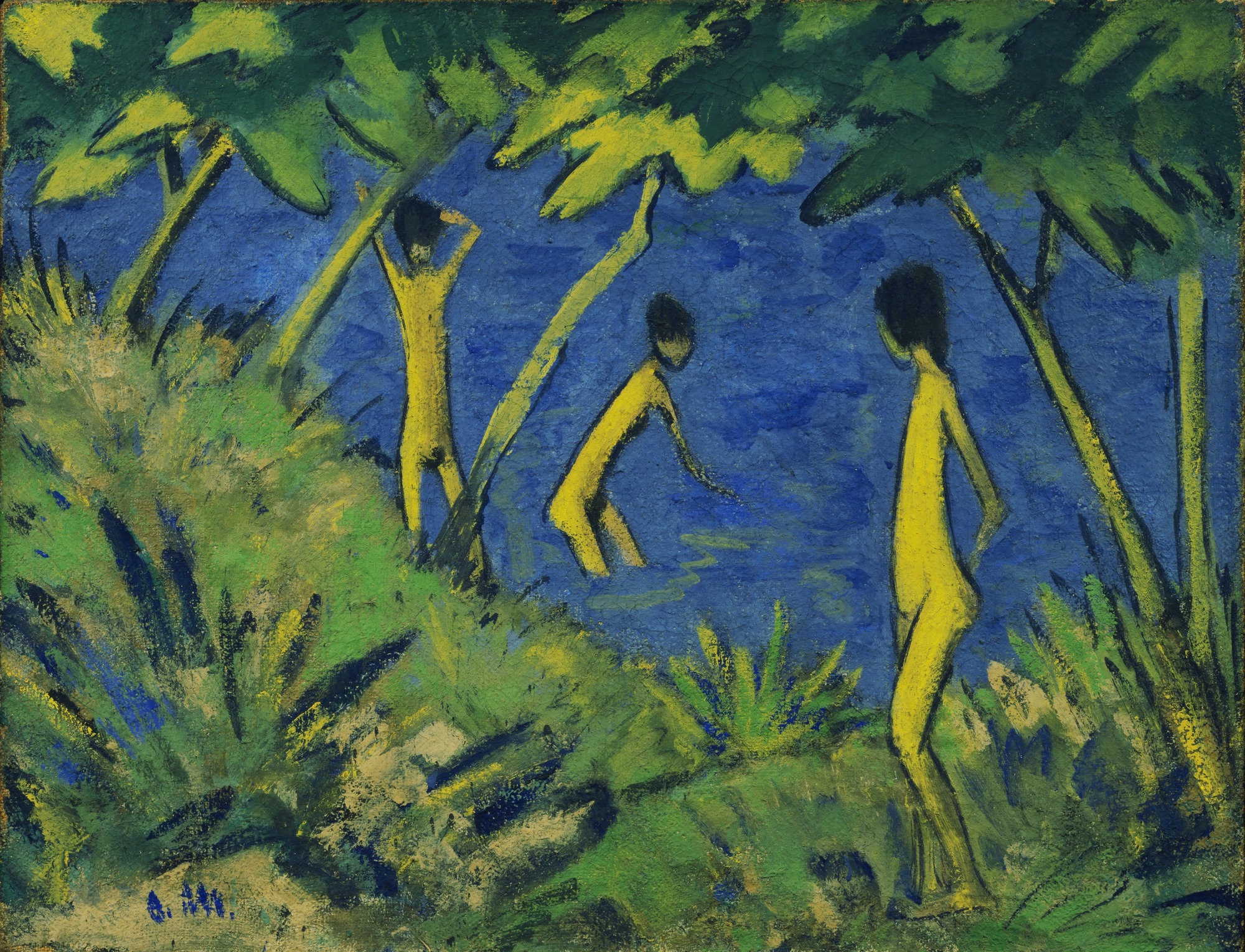
چشم انداز با گل‌های زرد، حوالی ۱۹۱۹، رنگ روغن روی کرباس، ۷۰٫۲ × ۹۰٫۸ سانتی متر، موزه هنر مدرن
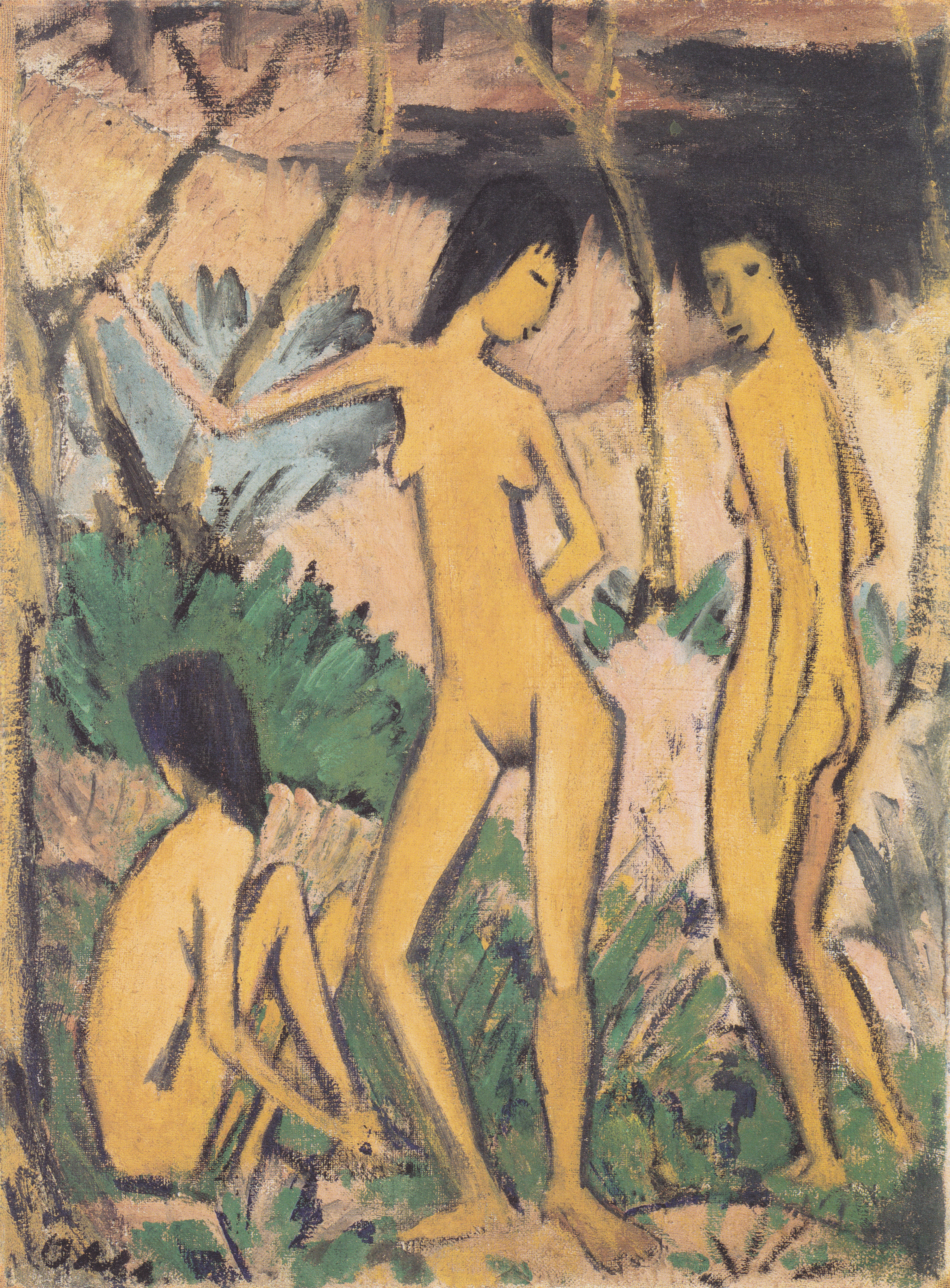
سه برهنه در یک منظره (سه اکتو در چشم انداز)، ۱۹۱۹، تمپرا روی بوم، موزه بروکو، در برلین
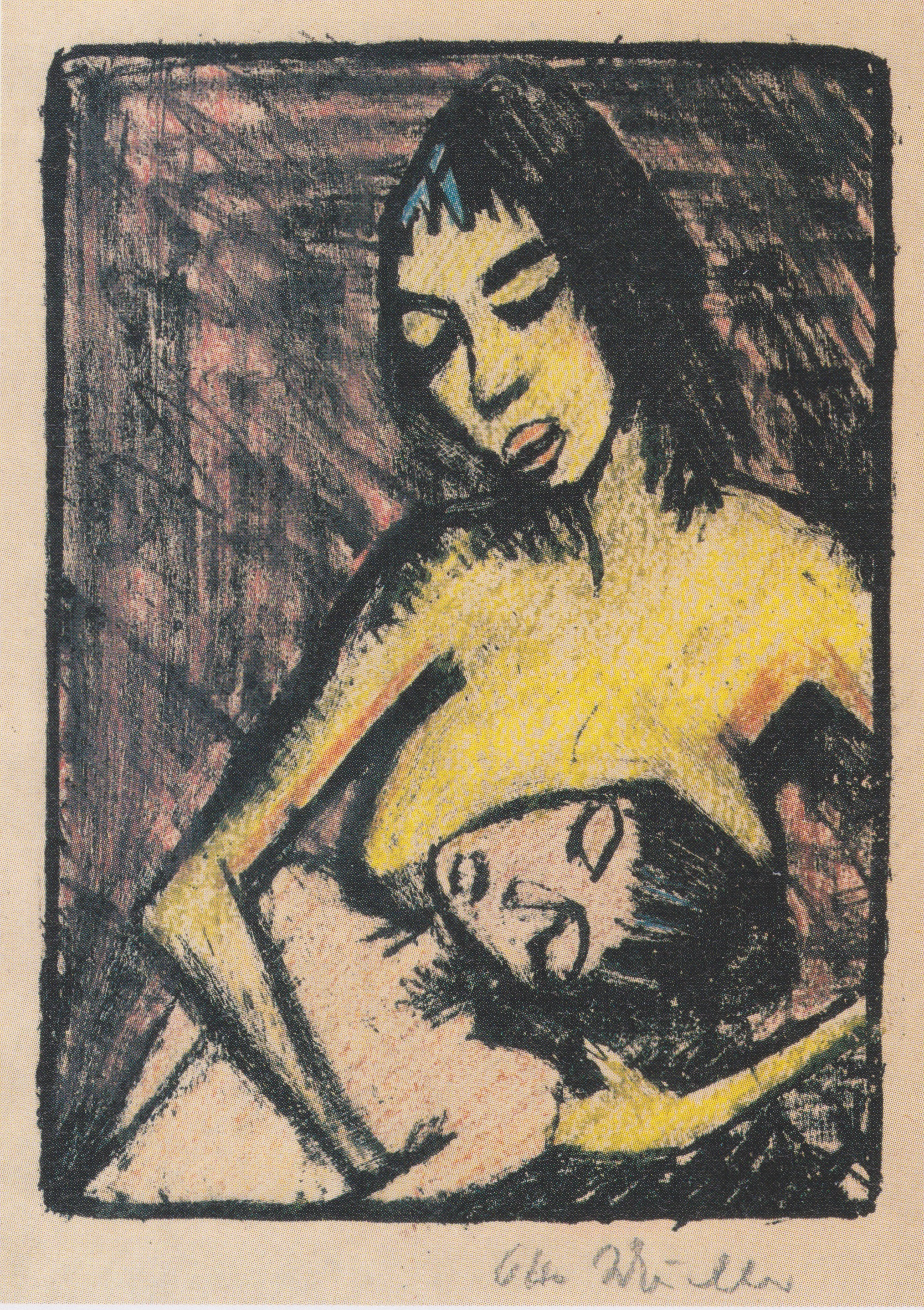
مادر و کودک شماره ۲ (Mutter und Kind 2.), ۱۹۲۰, لیتوگرافی روی کاغذ، ۲۶ × ۱۸٫۷ سانتی متر
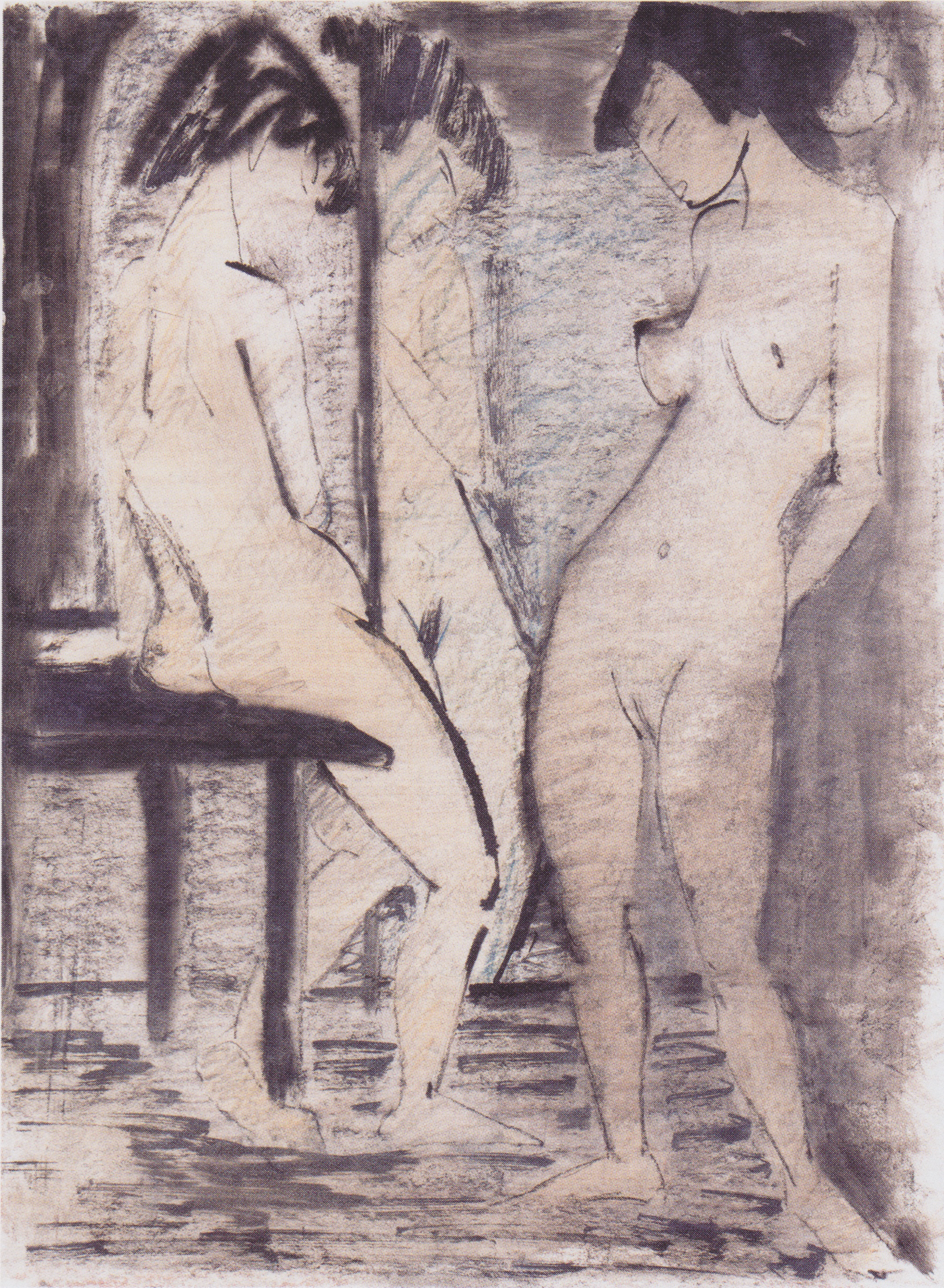
سه فیگور (درئی اکته)، حوالی ۱۹۲۵، آبرنگ و گچ رنگی روی کاغذ، ۶۸ × ۵۰ سانتی متر ، موزه am Ostwall، دورتموند
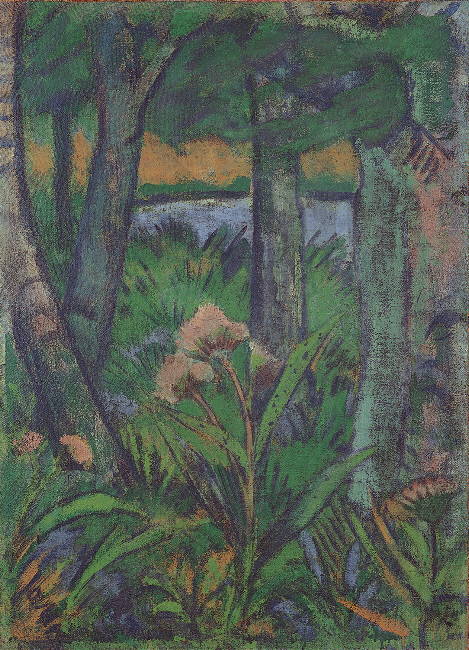
جنگل با گل و برکه،, حوالی ۱۹۲۵, distemper on jute, ۱۰۶٫۵ × ۷۷ سانتی متر
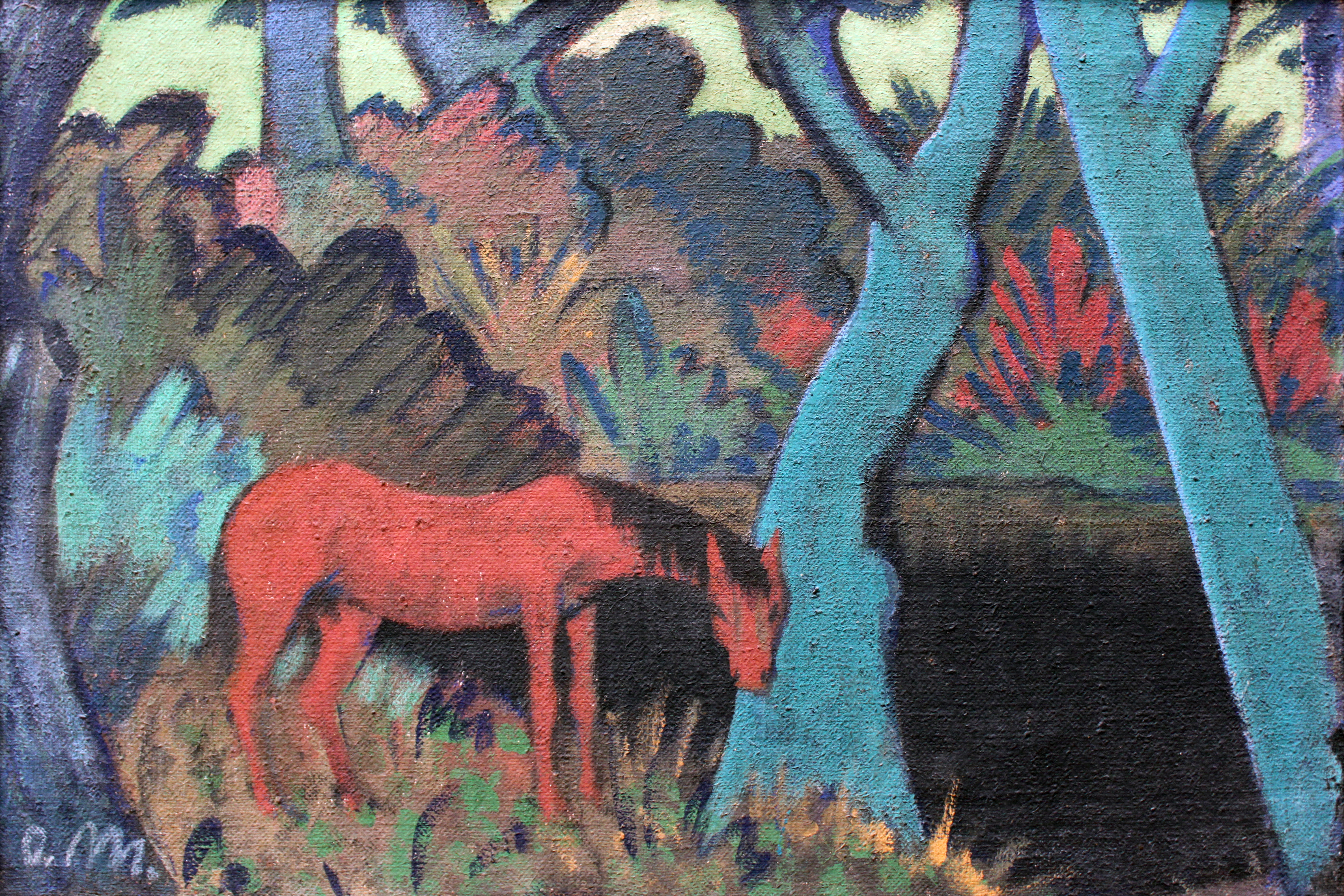
اسب کولی در آب سیاه،, ۱۹۲۸, موزه ملی آلمان
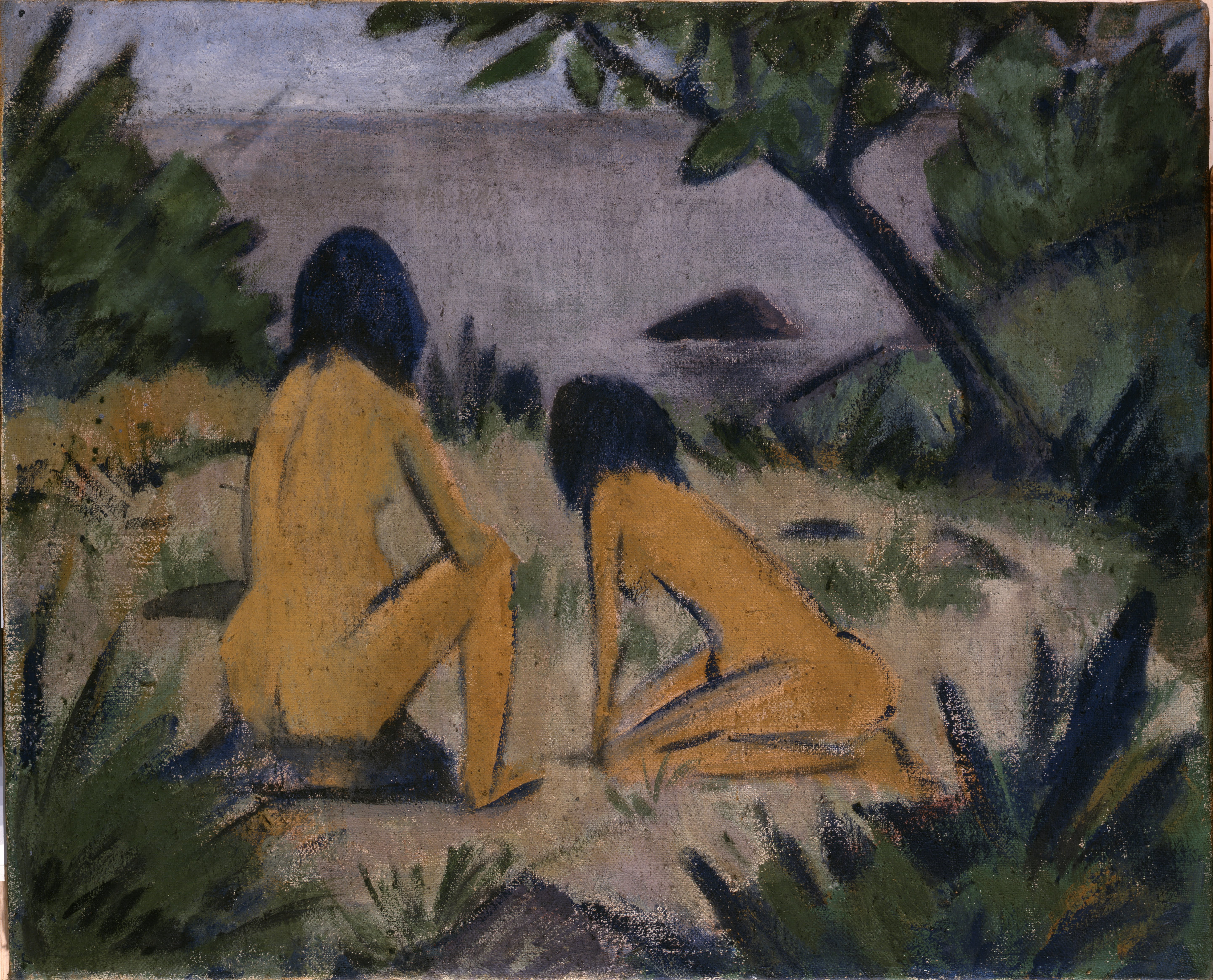